# Butes (fill de Pandíon)
Segons la mitologia grega, Butes (en grec antic Βούτης), va ser un sacerdot atenenc, fill de Pandíon i de Zeuxipe. Les seves germanes eren Filomela i Procne, i el seu germà Erecteu.
Quan va morir Pandíon, els dos germans es van repartir el reialme. Erecteu va rebre el poder polític i Butes el sacerdoci d'Atena i Posidó. Va casar-se amb la filla d'Erecteu, Ctònia. Butes va donar origen a una nissaga de sacerdots coneguda com els Bútades, a Atenes.